# Pierre Curie
Pierre Curie (París, 15 de mayo de 1859-París, 19 de abril de 1906) fue un físico francés, pionero en el estudio de la radiactividad y descubridor de la piezoelectricidad, que fue galardonado con el Premio Nobel de Física en 1903 junto con Marie Curie y Antoine Henri Becquerel.

## Primeros años
Su padre era un médico de cabecera establecido en París. Durante sus primeros años escolares fue educado en el hogar familiar pues su padre pensaba que esta vía era más adecuada para desarrollar sus capacidades intelectuales y personales.
A la edad de dieciséis años ya demostraba un profundo interés por las matemáticas y tenía especial facilidad en el aprendizaje de la geometría espacial, lo cual le fue de utilidad en sus estudios sobre cristalografía.
En 1878, con dieciocho años y tras matricularse con dieciséis años en la Facultad de Ciencias de la Sorbona, obtuvo su license ès sciences, el equivalente a un máster en la actualidad, sin poder comenzar sus estudios de doctorado por escasez de recursos económicos y pasando a trabajar en un insuficientemente remunerado puesto como asistente de laboratorio en la Sorbona.

## Primeros descubrimientos

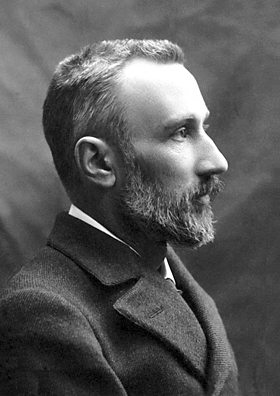
Retrato Nobel de Pierre Curie, (1903).

En 1880 descubrió la piezoelectricidad con su hermano Jacques, es decir, el fenómeno por el cual al comprimir un cristal de cuarzo se genera un potencial eléctrico. Posteriormente ambos hermanos demostraron el efecto contrario: que los cristales se pueden deformar cuando se someten a un potencial.
Enunció en 1894 el principio universal de simetría: las simetrías presentes en las causas de un fenómeno físico también se encuentran en sus consecuencias.
Durante su doctorado y los años siguientes se dedicó a investigar alrededor del magnetismo. Desarrolló una balanza de torsión muy sensible para estudiar fenómenos magnéticos y estudió el ferromagnetismo, el paramagnetismo y el diamagnetismo. Como resultado de estos estudios, se destaca el descubrimiento del efecto de la temperatura sobre el paramagnetismo, conocido actualmente como la ley de Curie. También descubrió que las sustancias ferromagnéticas presentan una temperatura por encima de la cual pierden su carácter ferromagnético; esta temperatura se conoce como temperatura o punto de Curie.

## Vida personal

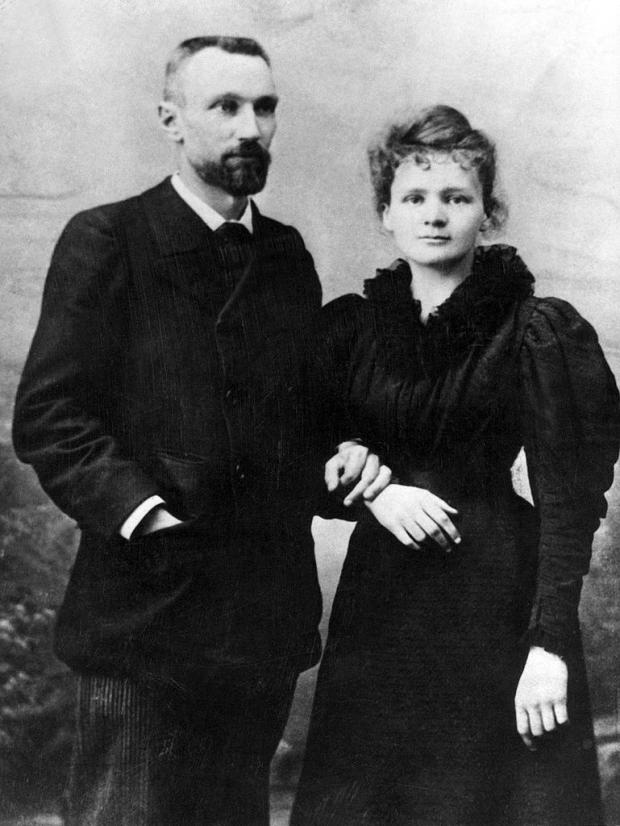
Boda de Pierre y Marie Curie (1895).

Pierre y Marie Curie fueron padres de Irène Joliot-Curie (quien continuando el trabajo iniciado por sus padres recibió a su vez el Premio Nobel de Química en 1935 conjuntamente con su esposo Frédéric Joliot-Curie) y Ève Curie.

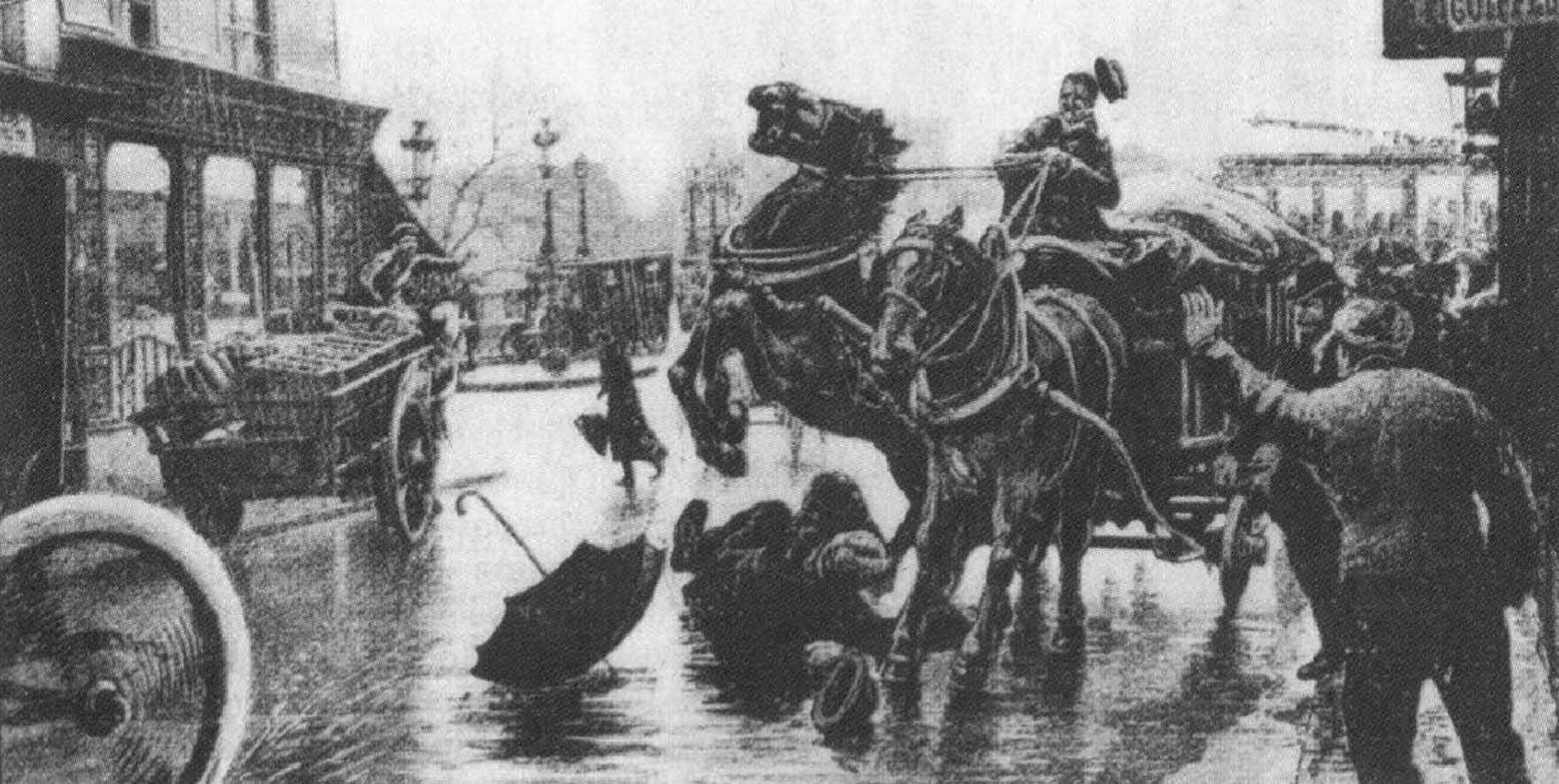
Grabado de la época que ilustra su accidente fatal.

## Muerte
Pierre murió en un accidente la mañana del 19 de abril de 1906, al ser atropellado por un coche de caballos en la calle Dauphine, cerca de Saint Germain de Pres, en París. El 21 de abril de 1996 los restos de Pierre Curie se trasladaron del panteón familiar al Panteón de París.

## Investigaciones

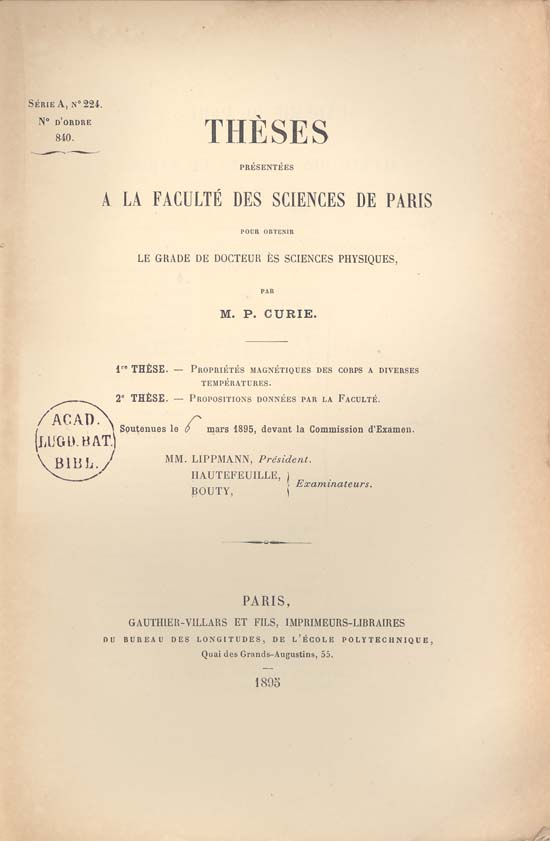
Propriétés magnétiques des corps à diverses temperatures
(Tesis de doctorado de Curie, 1895)

Antes de sus famosos estudios de doctorado sobre magnetismo, diseñó y perfeccionó una balanza de torsión extremadamente sensible para medir coeficientes magnéticos. Los futuros trabajadores de esa área solían utilizar variaciones de este equipo. Pierre Curie estudió ferromagnetismo, paramagnetismo y diamagnetismo para su tesis doctoral, y descubrió el efecto de la temperatura en el paramagnetismo que ahora se conoce como ley de Curie. La constante material de la ley de Curie se conoce como constante de Curie. También descubrió que las sustancias ferromagnéticas presentaban una temperatura crítica de transición, por encima de la cual las sustancias perdían su comportamiento ferromagnético. En la actualidad se conoce como temperatura de Curie. La temperatura de Curie se utiliza para estudiar la tectónica de placas, tratar la hipotermia, medir la cafeína y comprender los campos magnéticos extraterrestres. El Curie es una unidad de medida (3,7 × 1010 desintegraciones por segundo o 37 gigabecquerelios) utilizada para describir la intensidad de una muestra de material radiactivo y fue bautizada en honor a Marie y Pierre Curie por el Congreso de Radiología en 1910.
Pierre Curie formuló lo que hoy se conoce como Principio de disimetría de Curie: un efecto físico no puede tener una disimetría ausente de su causa eficiente. Por ejemplo, una mezcla aleatoria de arena en gravedad cero no tiene disimetría (es isótropa). Si se introduce un campo gravitatorio, se produce una disimetría debido a la dirección del campo. Entonces los granos de arena pueden "autoordenarse", aumentando la densidad con la profundidad. Pero esta nueva ordenación, con la disposición direccional de los granos de arena, refleja en realidad la disimetría del campo gravitatorio que provoca la separación.

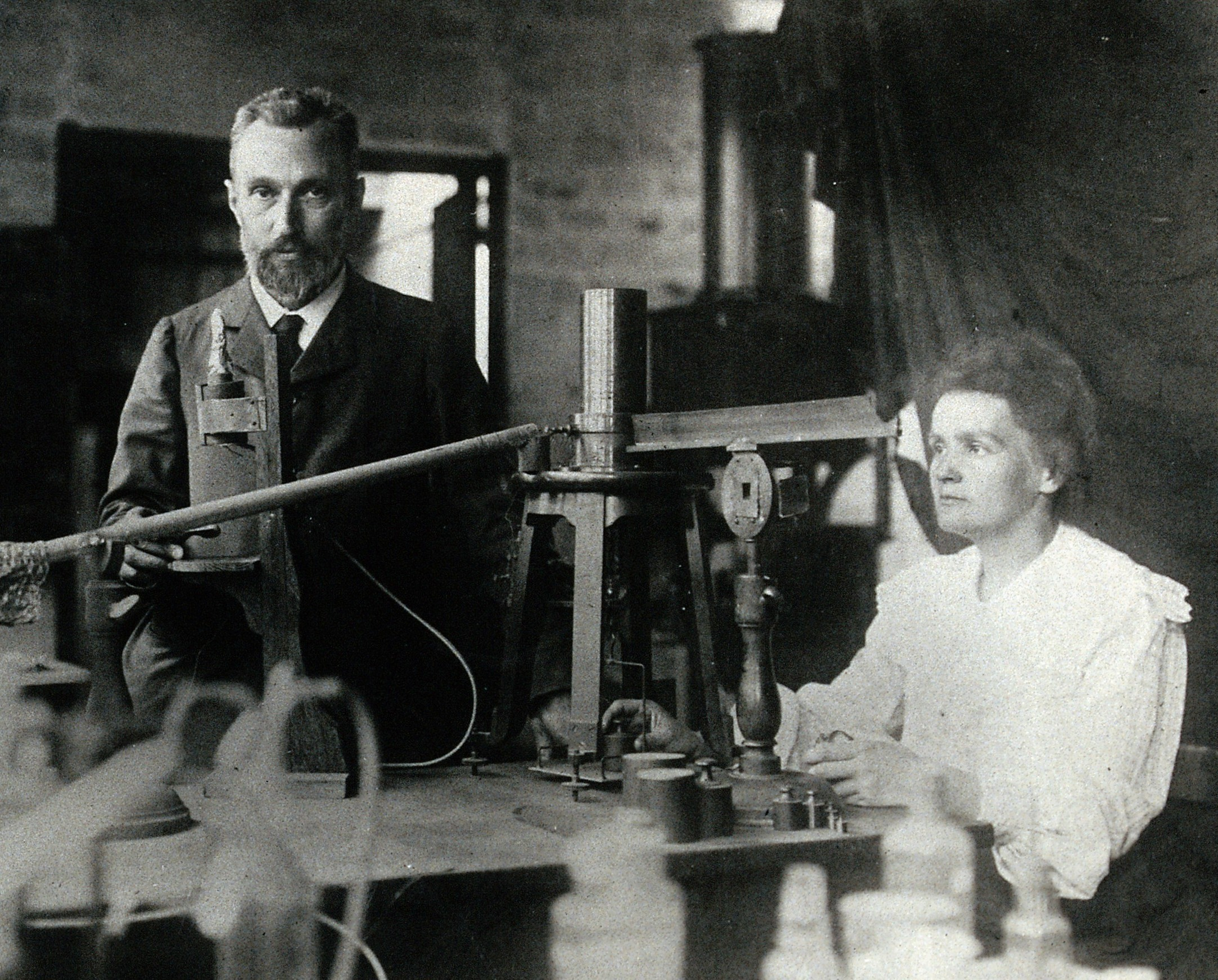
Pierre y Marie Curie en su laboratorio

Curie trabajó con su esposa en el aislamiento del polonio y el radio. Fueron los primeros en utilizar el término "radiactividad" y pioneros en su estudio. Su trabajo, incluido el célebre trabajo doctoral de Marie Curie, utilizó un electrómetro piezoeléctrico sensible construido por Pierre y su hermano Jacques Curie. La publicación de Pierre Curie el 26 de diciembre de 1898 con su esposa y M. G. Bémont  por su descubrimiento del radio y el polonio fue honrado con el premio Citation for Chemical Breakthrough Award de la División de Historia de la Química de la Sociedad Química Americana otorgado a la ESPCI ParisTech (oficialmente la École supérieure de physique et de Chimie industrielles de la Ville de Paris) en 2015. En 1903, para honrar el trabajo de los Curie, la Sociedad Real de Londres (Royal Society of London) invitó a Pierre a presentar su investigación. A Marie Curie no se le permitió dar la conferencia, así que Lord Kelvin se sentó a su lado mientras Pierre hablaba sobre su investigación. Después de esto, Lord Kelvin organizó un almuerzo para Pierre. While in London, Pierre and Marie were awarded the Davy Medal of the Royal Society of London. En el mismo año, Pierre y Marie Curie, así como Henri Becquerel, recibieron el Premio Nobel de física por su investigación de la radiactividad.
Curie y uno de sus alumnos, Albert Laborde, hicieron el primer descubrimiento de la energía nuclear, al identificar la emisión continua de calor de las partículas de radio. Curie también investigó las emisiones de radiación de las sustancias radiactivas y, mediante el uso de campos magnéticos, pudo demostrar que algunas de las emisiones tenían carga positiva, otras negativa y otras neutra. Éstas corresponden a alfa, beta y radiación gamma.

## Obras
- Recherche sur la chaleur rayonnante (Investigación sobre el calor radiante), con Paul Desains, 1880.
- Contractions et dilatations produites par des tensions électriques dans les cristaux hémièdres à faces inclinées (Contracciones y expansiones producidas por tensiones eléctricas en cristales hemiédricos de caras inclinadas), con Jacques Curie, 1881.
- Sur les répétitions et la symétrie (Sobre repeticiones y simetría), 1885.
- Sur un électromètre à bilame de quartz (Sobre un electrómetro bimetálico de cuarzo), 1888.
- Sur un électromètre astatique pouvant servir comme wattmètre (Sobre un electrómetro astático que puede utilizarse como vatímetro), con René Blondlot, 1889.
- Sur une balance de précision apériodique et à lecture directe des derniers poids (Sobre balanza de precisión aperiódica con lectura directa de los últimos pesos) 1889.
- Sur la symétrie dans les phénomènes physiques, symétrie d'un champ électrique et d'un champ magnétique (Sobre la simetría en los fenómenos físicos, simetría de un campo eléctrico y un campo magnético), 1894.
- Propriétés magnétiques des corps à diverses températures (Propiedades magnéticas de los cuerpos a distintas temperaturas), tesis doctoral, 1895. en línea
- Sur une nouvelle substance fortement radioactive contenue dans la pechblende (Sobre una nueva sustancia altamente radiactiva contenida en la pechblenda), con Marie Curie y Gustave Bémont, 1898.
- Sur la charge électrique des rayons déviables du radium (Sobre la carga eléctrica de los rayos de radio desviables), 1900.
- Les nouvelles substances radioactives et les rayons qu’elles émettent (Nuevas sustancias radiactivas y los rayos que emiten), 1900.
- Sur la radioactivité induite provoquée par des sels de radium (Sobre la radiactividad inducida por las sales de radio), con André Debierne,, 1901.
- Notice sur les travaux scientifiques de Pierre Curie (Nota sobre los trabajos científicos de Pierre Curie, 1902. en línea en línea
- Sur un appareil pour la détermination des constantes magnétiques (Sobre un aparato para determinar constantes magnéticas), 1904. en línea
- Obras de Pierre Curie publicadas por la Société française de physique (Sociedad Francesa de Física) (con prefacio de Marie Curie), en línea Œuvres de Pierre Curie publiées par les soins de la Société française de physique, préface Marie Curie (en francés). Paris: Éd. des Archives Contemporaines. 1984, 1908. ISBN 978-2-903928-07-0. OCLC 467139395.)

## Premios y reconocimientos

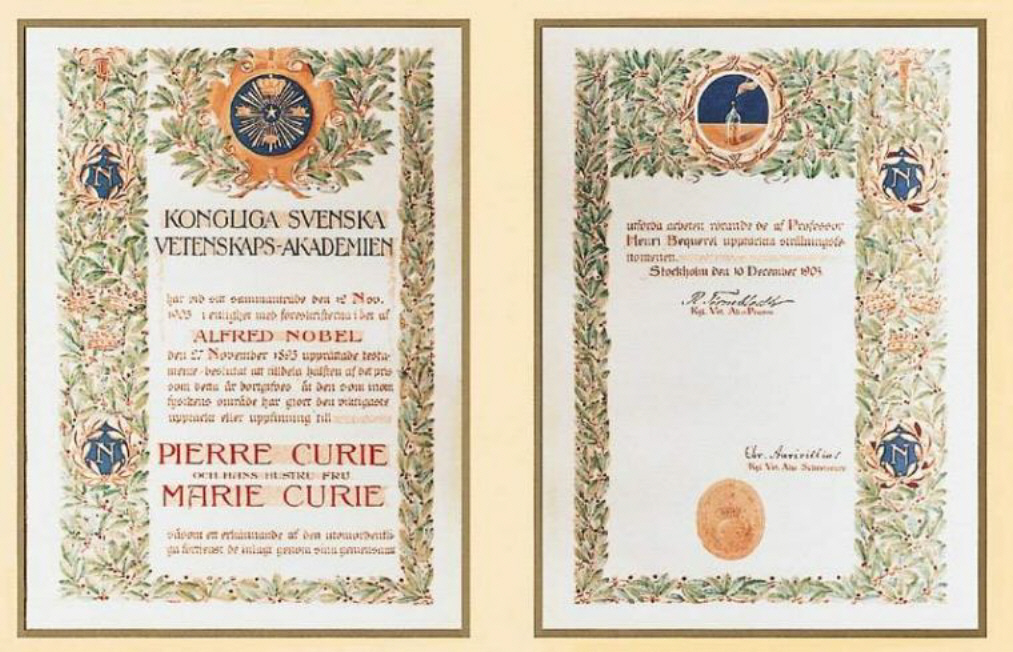
Diploma recibido por Pierre y Marie Curie en 1903, al ser galardonados con el Premio Nobel de Física.

En 1903, Pierre Curie recibió el premio Nobel de Física conjuntamente con Marie Curie y Henri Becquerel, en reconocimiento a los extraordinarios servicios prestados conjuntamente en sus investigaciones sobre la radiación descubierta por este último.
Ambos fueron galardonados también con la Medalla Davy de la Royal Society de Londres en 1903. En 1910 el Congreso de Radiología aprobó poner el nombre de curio a la unidad de la actividad radiactiva (3,7×1010 desintegraciones por segundo).
En su honor, así como en el de su esposa, recibe el nombre el asteroide (7000) Curie, descubierto el 6 de noviembre de 1939 por Fernand Rigaux. En su honor recibió también el nombre el elemento sintético curio (Cm) descubierto en 1944, así como también el cráter Curie en la Luna y el cráter Curie de Marte.